# Spodnja votla vena
Spodnja votla vena (latinsko vena cava inferior), tudi velika spodnja dovodnica, je velika vena, ki nosi deoksigenirano kri iz spodnega in srednjega dela telesa v desni preddvor srca. Stene so rigidne in ima zaklopke, ki preprečujejo retrogradni tok krvi. Navadno nastane z združitvijo desne in leve skupne črevnične vene (venae iliace communis) na višini petega ledvenega vretenca.
Izmed obeh votlih ven je spodnja votla vena nižja. Votli veni sta dve veliki žili, ki prenašata deoksigenirano kri iz telesa v srce: spodnja votla vena prinaša kri iz spodnje polovice telesa, medtem ko zgornja votla vena (latinsko vena cava superior) iz zgornje polovice. 
Je velika retroperitoneala vena, ki leži posteriorno za abdnominalno votlino in teče desno od hrbtenice. V desni preddvor vstopa na spodnji desni zadajšnji strani srca. 
Ime izhaja iz latinščine: vena –žila, cavus – prazen.

## Struktura
Spodnja votla vena nastane z združitvijo leve in desne skupne črevnične vene na višini vretenca L5 in prinaša zbrano kri v desni preddvor srca. Pridružita se ji tudi vena azygos (ki teče po desni strani hrbtenice) in venozni pletež hrbtenjače.
Diafragmo prehaja skozi foramen venae cavae na višini vretenca T8.

### Pritoki
Posebni pritoki so:
| Raven | Vena                                |
| T8    | Vv. hepaticae, V. phrenica inferior |
| L1    | V. suprarenalis dextra, Vv. renalis |
| L2    | desna gonadna vena                  |
| L1–L5 | ledvene žile                        |
| L5    | Vv. iliacae communis                |

Ker spodnja votla vena leži desno od sredine, pritoki niso vedno simetrični. Z desne se neposredno drenirajo gonadne vene in suprarenalne vene. Z leve se drenirajo posrendo preko renalne vene, ki se zliva v spodnjo votlo veno. Lumbalne vene in jetrne vene se navadno drenirajo neposredno v spodnjo votlo veno.

### Razvoj
V zarodku sta spodnja votla vena in desni preddvor srca ločena z zaklopko spodnje votle vene, znano tudi kot Evstahijeva zaklopka. Pri odrastlih je ta zaklopka zakrni ali pa ostane majhna duplikatura endokardija.

### Variabilnost
Spodnja votla vena redko varira v velikosti in položaju. V transpoziciji velikih žil lahko leži levo od hrbtenice. Lahko jo nadomeščata tudi dve žili, ki potekata pod nivojem ledvičnih.

## Funkcija
Spodnja votla vena je vena, ki prenaša deoksigenirano kri iz spodnje polovice telesa v desni preddvor srca.

Analogna žila, ki prenaša kri iz zgornje polovice telesa, je zgornja votla vena.

## Klinični pomen
Zdravstvene težave povezane s spodnjo votlo veno so ponavadi povezane s stiski žile (rupture so redke zaradi nizkega intraluminalnega pritiska). Tipični vzroki zunanjih pritiskov so povečana aorta (abdominalna aortna anevrizma), nosečnost (aortokavalni kompresijski sindrom) in abdominalna maligna obolenja, kot so rak debelega črevesja, rak ledvičnih celic ter rak jajčnikov. 
Zapora spodnje votle vene je redka in se jo obravnava kot  za življenje ogrožujoče stanje. Povezujemo jo z globoko vensko trombozo, IVC filtri, presaditvijo jeter in kirurškimi postopki kot je vstavitev katetra v femoralno veno. 
Poškodbe spodnje votle vene so običajno usodne zaradi prekomerne krvavitve.

## Dodatne slike
- Inferior vena cava
- Spodnja votla vena pogled od spredaj